# Sotogahama, Aomori

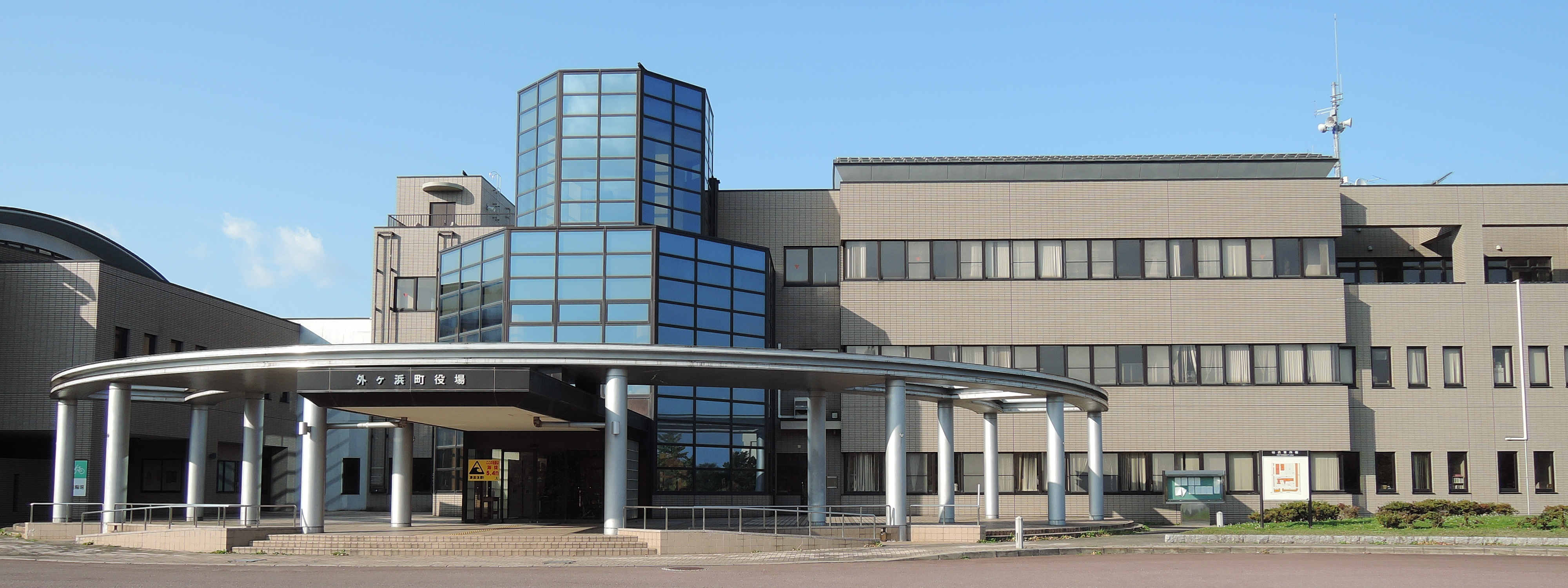
Tòa thị chính Sotogahama

Sotogahama (外ヶ浜町 Sotogahama-machi) là thị trấn thuộc huyện Higashitsugaru, tỉnh Aomori, Nhật Bản. Tính đến ngày 1 tháng 10 năm 2020, dân số ước tính thị trấn là 5.401 người và mật độ dân số là 23 người/km2. Tổng diện tích thị trấn là 230,30 km2.